# Georg Giese
Pour les articles homonymes, voir Giese.
Georg Giese (orthographié Gisze sur le titre du tableau de Hans Holbein le Jeune), né le 2 avril 1497 à Danzig (actuelle Gdańsk) et mort le 3 février 1562, était un marchand de la Hanse.
Il était le frère de Tiedemann Giese, évêque de Varmie, et membre de la famille d'Albrecht Giese (en), évêque de Chełmno puis de Varmie (Ermeland).
Membre la Ligue hanséatique, Giese travaillait au Kontor de Londres, lorsqu'en 1532 Hans Holbein le Jeune fit de lui un portrait devenu l'une de ses œuvres les plus fameuses. Georg Gisze retourna à Danzig en 1535, où il épousa Christine Krüger, fille d'un des citoyens les plus prestigieux de la ville.

## Le portrait
Cette œuvre fait partie d'une célèbre série de tableaux peints par Holbein vers les années 1530 représentant, assis, les marchands du Kontor de Londres (ou Steelyard) qui était alors le comptoir principal de la ligue hanséatique dans la capitale anglaise.

Thomas More, son mécène d'antan, avait démissionné de ses fonctions et ne pouvait donc plus lui procurer de travail. Le peintre s'est trouvé d'abord à rechercher des clients parmi ses compatriotes allemands, et Georg Giese fut parmi les premiers.

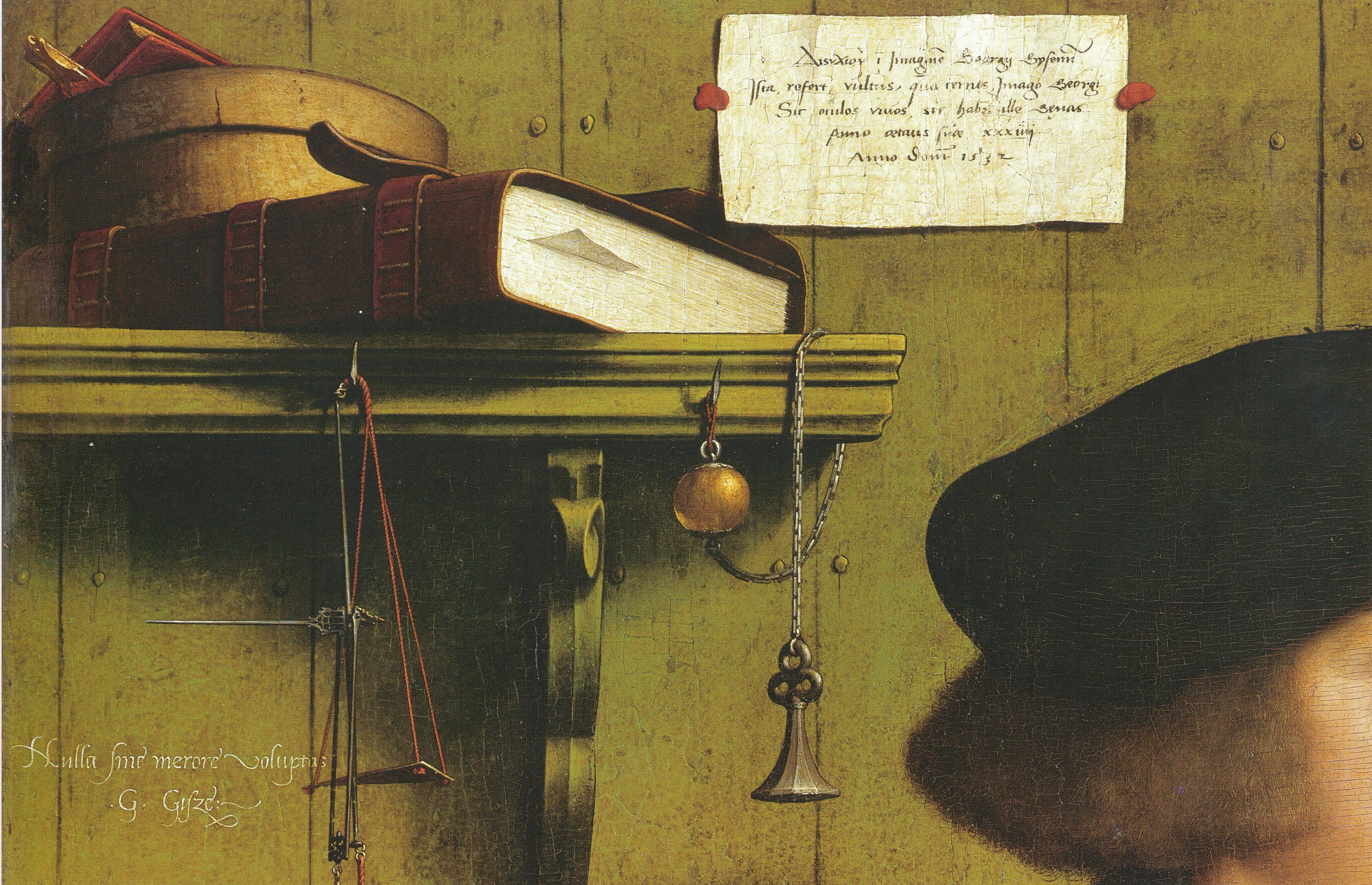
Détail du cartellino et de la devise en latin gravée sur le mur (en bas à gauche).

Le portrait fut commandé à Holbein par Giese lui-même : il est intitulé Der Kaufmann Georg Gisze (« Le marchand Georg Gisze »). La qualité de marchand de Giese se reconnaît à ses vêtements et aux instruments placés notamment sur la table. Il est représenté avec trois œillets dans un vase. À l'époque, cette fleur symbolisait l'engagement et la fidélité conjugale. Son nom et sa qualité sont également indiqués par un papier fixé par deux morceaux de cire rouge sur le mur au-dessus de sa tête à gauche (un cartellino), qui précise qu'il est dans sa 34e année, en 1532.

Giese tient dans les mains une lettre qu'il a reçue de son frère, écrite au Moyen-saxon (ou moyen bas allemand) et qui dit ceci : « Dem Erszamen/Jorgen gisze to lunden/in engelant mynem/broder to hande » (traduction : « Pour être remis à mon frère, l'honorable Jorgen Gisze à Londres en Angleterre »).
À gauche de Giese, sous l'étagère, sa devise en latin est inscrite sur le mur : « Nulla sine merore voluptas », c'est-à-dire : « il n'y a pas de plaisir sans affliction ».
Un ensemble d'étagères sur lesquelles sont posés négligemment des livres et la situation du vase de fleurs trop près du bord de la table symbolisent l'instabilité du monde et de la place de l'individu en son sein.